# Dictyocaryum lamarckianum
Dictyocaryum lamarckianum là loài thực vật có hoa thuộc họ Arecaceae. Loài này được (Mart.) H.Wendl. mô tả khoa học đầu tiên năm 1863.

## Hình ảnh

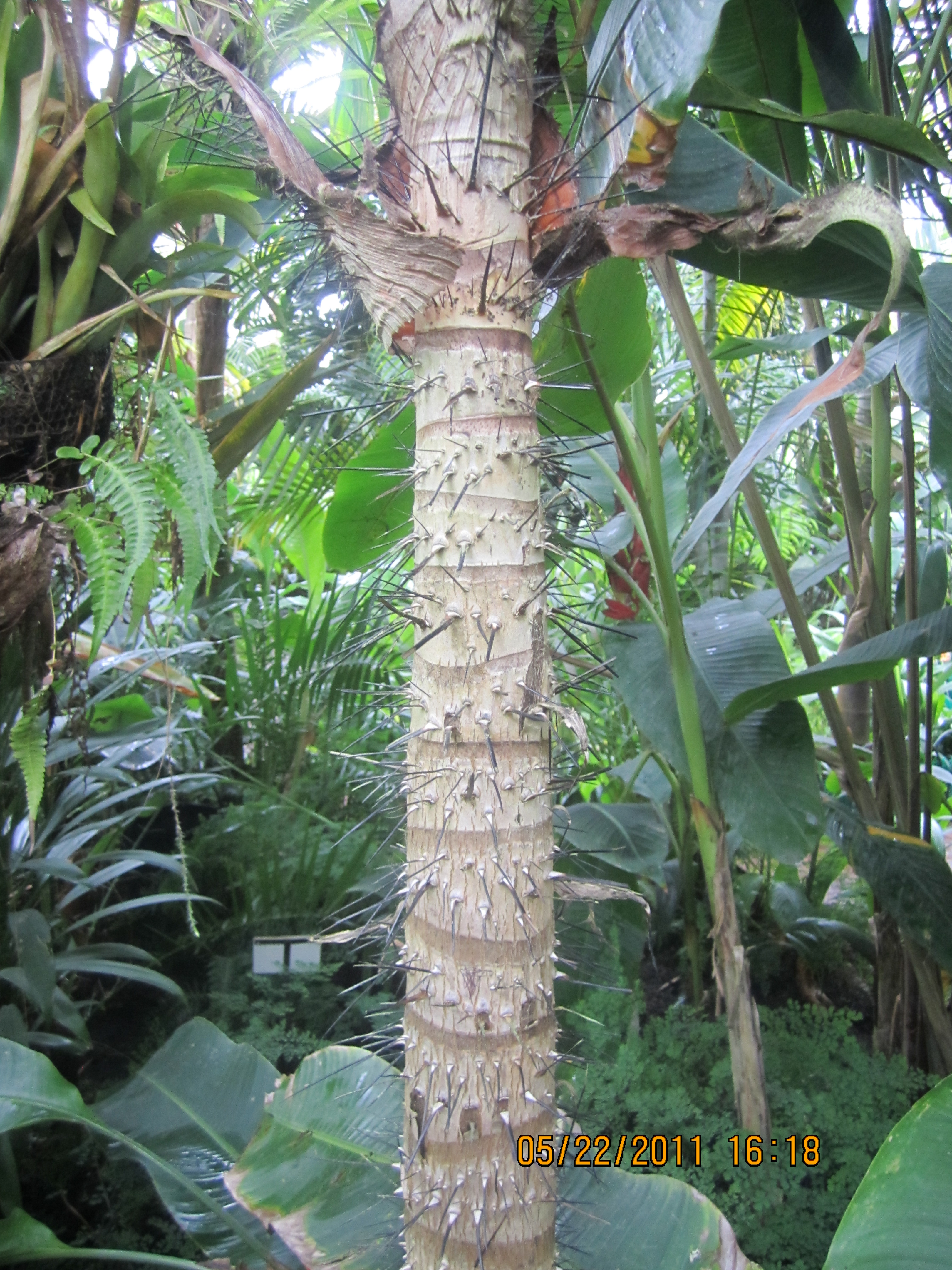